# 1983 sur Internet
Cet article présente les faits marquants de l'année 1983 sur Internet.

## Évènements
- Adoption du TCP par Arpanet.